# Aechmophorus
Aechmophorus Coues, 1862 è un genere di uccelli acquatici della famiglia dei Podicipedidi.

## Tassonomia
Il genere comprende le seguenti specie:
- Aechmophorus occidentalis (Lawrence, 1858) - svasso cigno
- Aechmophorus clarckii (Lawrence, 1858) - svasso cigno di Clark